# 米申希爾斯 (加利福尼亞州)
米申希爾斯（Mission Hills）為美國加利福尼亚州圣巴巴拉县轄下的一處普查规定居民点（CDP），從隆波克走1号加利福尼亚州州道往北行經一些距離可到達此普查規定居民點。2010年普查中此普查規定居民點人口有3,576人，比2000年普查的3,142人增加434人。

## 地理
米申希爾斯位在北緯34度41分21秒、西經120度26分10秒（亦可表示成34.689313, −120.436150）處。
根據美国人口调查局的資料，此普查規定居民點總面積為3.1平方（1.2平方英里），其中99.36%屬於陸地，0.64%屬於水域。

## 人口統計

### 2010年普查
據2010年的人口普查，此普查規定居民點人口有3,576人，人口密度為1,116.2人/每平方公里（2,890.8人/每平方英里）。此普查規定居民點居民之種族由2,689名（75.2%）白人、91名（2.5%）非裔美國人、74名（2.1%）美洲原住民、125名（3.5%）亞裔美國人、9名（0.3%）太平洋島裔美國人、386名（10.8%）其他種族以及202名（5.6%）混血種族所組成。而居民為西班牙裔或拉丁裔美國人有1,137人（31.8%）。
此普查規定居民點之戶籍數計有1,182戶。其中擁有18歲以下孩童的住戶有447戶（37.8%）；已婚夫婦且同居的住戶有785戶（66.4%），住戶為未婚女性的有115戶（9.7%）；住戶為未婚男性的有65戶（5.5%）；住戶屬異性未婚關係的有59戶（5.0%）；住戶屬同性夫婦已婚關係的有2戶（0.2%）。獨居住戶有165戶（14.0%），其中住戶為65歲或以上之獨居老人有94戶（8.0%）。住戶平均人數為3.03人。此普查規定居民點有965個家庭（占總戶數的81.6%），家庭平均人數為3.30人。
居民以年齡層分類來看，年齡低於18歲的有954人（26.7%）；年齡介在18歲至24歲之間的有297人（8.3%）；年齡介在25歲至44歲之間的有755人（21.1%）；年齡介在45歲至64歲之間的有1,043人（29.2%）；年齡高於65歲的則有527人（14.7%）。年齡中位數為40.0歲。性別比方面，每100位女性所對應的男性數為99.6位，如只計算18歲或以上的居民，則是每100位女性所對應的男性數為97.9位。
此普查規定居民點有1,223棟住宅，平均每平方公里有381.7棟住宅，其中自有住宅有1,002棟（84.8%），租用住宅有180棟（15.2%）。自有住宅閒置率為0.7%；租用住宅閒置率為2.2%。有2,878人（80.5%）住在自有住宅中，另外有698人（19.5%）則住在租用住宅中。

### 2000年普查
據2000年人口普查，此普查規定居民點人口有3,142人，戶數1,049戶，869個家庭。人口密度為978.3人/每平方公里（2,543.5人/每平方英里）。此普查規定居民點有1,072棟住宅，平均每平方公里有333.8棟住宅。此普查規定居民點居民之種族有30.22%為白人；0%為非裔美國人；0%為美洲原住民；70.69%為亞裔美國人；0%為太平洋島裔美國人；0%為其他種族；0%為混血種族。而西班牙裔或拉丁裔美國人佔此普查規定居民點人口的0%。
此普查規定居民點之戶籍數計有1,049戶，其中擁有18歲以下孩童的住戶佔38.5%；已婚夫婦且同居的住戶佔69.5%，住戶為未婚女性的佔9.1%；住戶為非家庭的佔17.1%。獨居住戶佔全戶之13.3%，其中住戶為65歲或以上之獨居老人佔6.7%。住戶平均人數為2.99人，家庭平均人數則是3.26人。
居民以年齡層分類來看，年齡低於18歲的佔29.8%；年齡介在18歲至24歲之間的佔5.2%；年齡介在25歲至44歲之間的佔26.4%；年齡介在45歲至64歲之間的佔24.0%；年齡高於65歲的則佔14.7%。此普查規定居民點居民之年齡中位數為39歲。性別比方面，每100位女性所對應的男性數為97.2位，如只計算18歲或以上的居民，則是每100位女性所對應的男性數為94.4位。
此普查規定居民點每戶平均收入為57,000美元，每個家庭平均收入為60,382美元。男性平均收入44,464美元；女性平均收入30,733美元。該城市人均收入為22,769美元。此普查規定居民點約有3.9%的家庭以及4.8%的居民低於貧窮門檻，其中18歲以下者占6.1%，65歲以上者佔1.7%。